# Sofia Crespo
Sofia Crespo   (Argentina, 7 d'abril de 1991) és una artista visual pionera en explorar la vida orgànica i la seva evolució mitjançant la intel·ligència artificial (IA). Resident a Lisboa, actualment forma part del duet artístic Entangled Others.

## Biografia
El seu treball explora també el potencial de la IA a la pràctica artística i la seva capacitat per remodelar la nostra concepció de la creativitat, reflectint el canvi dinàmic en el paper dels artistes que treballen amb tècniques d'aprenentatge automàtic.
La seva obra ha estat exhibida en institucions com Kunstverein Hannover (Alemanya) i Fotomuseum Winterthur (Suïssa), i en espais públics com Times Square.
El 2022 Swim (2022) d'Entangled Others es va afegir a la col·lecció permanent del Buffalo AKG Art Museum. L'obra pren la noció bàsica de "prendre la línia per caminar" de Klee i la porta més a l'àmbit del digital.
El 2024, Crespo va ser convidada per la Casa Batlló a fer un mapping a la seva façana inspirant-se amb l'univers creatiu de la casa. Titulat Structures of Being, presenta la natura com un procés evolutiu d'una creativitat infinita mostrant-nos com va inspirar Gaudí.
Ha impartit conferències a institucions com el MIT i la Societat d'Intel·ligència Artificial d'Oxford.

## Premis
Ha rebut múltiples guardons, com el Falling Walls – Art & Science (2022), el RE:HUMANISM (2021) i l'AI Newcomer Award.